# (73782) Yanagida
(73782) Yanagida (1994 TD15) – planetoida z grupy pasa głównego asteroid okrążająca Słońce w ciągu 4,23 lat w średniej odległości 2,62 j.a. Odkryta 14 października 1994 roku.